# Per Walsøe
Per Louis Walsøe (* 8. Juni 1943; † 11. Mai 2024) war ein dänischer Badmintonspieler.

## Karriere
Per Walsøe wurde 1970 Europameister im Herrendoppel mit Elo Hansen. Bei derselben Veranstaltung gewann er Bronze im Mixed mit Pernille Mølgaard Hansen. Ebenfalls 1970 siegte er bei den All England.

## Sportliche Erfolge
| Saison    | Veranstaltung                   | Disziplin    | Platz | Name                                                 |
| --------- | ------------------------------- | ------------ | ----- | ---------------------------------------------------- |
| 1966      | German Open                     | Herrendoppel | 1     | Per Walsøe / Poul-Erik Nielsen                       |
| 1966      | Swedish Open                    | Mixed        | 1     | Per Walsøe / Pernille Mølgaard-Hansen                |
| 1966      | All England                     | Mixed        | 2     | Per Walsøe / Pernille Mølgaard Hansen                |
| 1966      | Nordische Meisterschaften       | Mixed        | 1     | Per Walsøe / Ulla Strand                             |
| 1966/1967 | Dänemark: Einzelmeisterschaften | Mixed        | 1     | Per Walsøe / Pernille Mølgaard Hansen, Gentofte BK   |
| 1967      | All England                     | Herrendoppel | 2     | Svend Pri / Per Walsøe                               |
| 1967      | All England                     | Mixed        | 2     | Per Walsøe / Pernille Mølgaard Hansen                |
| 1967      | Swedish Open                    | Herrendoppel | 1     | Svend Andersen / Per Walsøe                          |
| 1967      | Denmark Open                    | Mixed        | 1     | Per Walsøe / Pernille Mølgaard                       |
| 1967      | Swedish Open                    | Mixed        | 1     | Per Walsøe / Pernille Mølgaard-Hansen                |
| 1967      | German Open                     | Mixed        | 1     | Per Walsøe / Ulla Strand                             |
| 1968      | All England                     | Mixed        | 3     | Per Walsøe / Pernille Mölgaard Hansen                |
| 1968      | Nordische Meisterschaften       | Herrendoppel | 1     | Svend Andersen / Per Walsoe                          |
| 1968/1969 | Dänemark: Einzelmeisterschaften | Mixed        | 1     | Per Walsøe / Pernille Mølgaard Hansen, Gentofte BK   |
| 1969      | All England                     | Mixed        | 3     | Per Walsøe / Pernille Mölgaard Hansen                |
| 1969      | Nordische Meisterschaften       | Herrendoppel | 1     | Svend Pri / Per Walsoe                               |
| 1969      | Nordische Meisterschaften       | Mixed        | 1     | Per Walsoe / Pernille Mølgaard Hansen                |
| 1969/1970 | Dänemark: Einzelmeisterschaften | Herrendoppel | 1     | Svend Pri, Amager BC / Per Walsøe, Gentofte BK       |
| 1969/1970 | Dänemark: Einzelmeisterschaften | Mixed        | 1     | Per Walsøe / Pernille Mølgaard Hansen, Gentofte BK   |
| 1970      | All England                     | Mixed        | 1     | Per Walsøe / Pernille Mølgaard Hansen                |
| 1970      | Europameisterschaft             | Mixed        | 3     | Per Walsøe / Anne Berglund                           |
| 1970      | Europameisterschaft             | Herrendoppel | 1     | Elo Hansen / Per Walsøe                              |
| 1970      | All England                     | Herrendoppel | 3     | Svend Pri / Per Walsøe                               |
| 1970      | Swedish Open                    | Mixed        | 1     | Per Walsøe / Pernille Mølgaard-Hansen                |
| 1970      | Nordische Meisterschaften       | Herrendoppel | 1     | Svend Pri / Per Walsoe                               |
| 1970      | Norwegian International         | Herrendoppel | 1     | Svend Pri / Per Walsøe                               |
| 1970      | Swedish Open                    | Herrendoppel | 1     | Svend Pri / Per Walsøe                               |
| 1970/1971 | Dänemark: Einzelmeisterschaften | Herrendoppel | 1     | Svend Pri, Amager BC / Per Walsøe, Gentofte BK       |
| 1971      | Nordische Meisterschaften       | Mixed        | 1     | Per Walsøe / Pernille Kaagaard                       |
| 1971      | All England                     | Herrendoppel | 3     | Svend Pri / Per Walsøe                               |
| 1971      | Swedish Open                    | Herrendoppel | 1     | Svend Pri / Per Walsøe                               |
| 1971/1972 | Dänemark: Einzelmeisterschaften | Herrendoppel | 1     | Poul Petersen, Østerbro BK / Per Walsøe, Gentofte BK |
| 1972      | Norwegian International         | Herrendoppel | 1     | Klaus Kaagaard / Per Walsøe                          |
| 1972      | All England                     | Mixed        | 3     | Per Walsøe / Pernille Kaagard                        |
| 1972      | Norwegian International         | Mixed        | 1     | Per Walsøe / Pernille Kaagaard                       |